# Élections municipales de 1989 dans l'Ardèche
Les élections municipales françaises de 1989 ont eu lieu le 12 et 19 mars 1989. Le département de l'Ardèche comptait 339 communes, dont 11 de plus de 3 500 habitants où les conseillers municipaux étaient élus selon un scrutin de liste avec représentation proportionnelle.

## Maires élus
Les maires élus à la suite des élections municipales dans les communes de plus de 3 000 habitants :
| Communes            | Population | Maire élu en 1983 | Parti | Parti | Maire élu             | Parti | Parti |
| ------------------- | ---------- | ----------------- | ----- | ----- | --------------------- | ----- | ----- |
| Annonay             | 18 525     | Régis Perbet      |       | RPR   | Claude Faure          |       | RPR   |
| Aubenas             | 11 105     | Bernard Hugo      |       | RPR   | Bernard Hugo          |       | RPR   |
| Bourg-Saint-Andéol  | 7 795      | Yves Alméras      |       | PS    | Jean-Marc Serre       |       | UDF   |
| Guilherand-Granges  | 10 492     | Henri-Jean Arnaud |       | RPR   | Henri-Jean Arnaud     |       | RPR   |
| Privas              | 10 080     | Amédée Imbert     |       | UDF   | Amédée Imbert         |       | UDF   |
| Saint-Péray         | 5 886      | Gérard Mallen     |       | UDF   | Gérard Mallen         |       | UDF   |
| Le Teil             | 7 779      | Robert Chapuis    |       | PS    | Robert Chapuis        |       | PS    |
| Tournon-sur-Rhône   | 9 546      | André Tourasse    |       | UDF   | Jean-Pierre Frachisse |       | UDF   |
| Vals-les-Bains      | 3 661      | Jean-Paul Ribeyre |       | UDF   | Jean-Marie Alaize     |       | PS    |
| Viviers (Ardèche)   | 3 407      | Christian Lavis   |       | PS    | Christian Lavis       |       | PS    |
| La Voulte-sur-Rhône | 5 116      | Claude Laréal     |       | PS    | Claude Laréal         |       | PS    |

### Annonay

#### Résultats
- Premier tour

|                   | Liste                     | Nombre de voix | Résultats |            |
| Jean Parizet      | Union de la gauche PS-PCF | 3254           | 41,16 %   | Ballottage |
| Claude Faure      | RPR                       | 2903           | 36,72 %   | Ballottage |
| Dominique Chambon | UDF                       | 1747           | 22,10 %   | Ballottage |

- Second tour

|              | Liste                      | Nombre de voix | Résultats | Sièges |
| Claude Faure | Union de la droite RPR-UDF | 4 393          | 53,13 %   | 26     |
| Jean Parizet | Union de la gauche PS-PCF  | 3875           | 46,87 %   | 7      |

### Aubenas

#### Résultats
- Premier tour

|                   | Liste | Nombre de voix | Résultats |            |
| Bernard Hugo      | RPR   | 2182           | 41,38 %   | Ballottage |
| Pierre Chastanier | UDF   | 1602           | 30,38 %   | Ballottage |
| Robert Eymery     | PS    | 976            | 18,51 %   | Ballottage |
| Henri Delauche    | PCF   | 512            | 9,71 %    | Battu      |

- Second tour

|                   | Liste                     | Nombre de voix | Résultats | Sièges |
| Bernard Hugo      | RPR                       | 2 316          | 42,72 %   | 24     |
| Pierre Chastanier | UDF                       | 1805           | 33,30 %   | 5      |
| Robert Eymery     | Union de la gauche PS-PCF | 1300           | 23,98 %   | 4      |

### Bourg-Saint-Andéol

#### Résultats
- Premier tour

|                  | Liste                      | Nombre de voix | Résultats | Sièges |
| Jean-Marc Serre  | Union de la droite UDF-RPR | 1 859          | 50,97 %   | 22     |
| Yves Alméras     | PS                         | 1126           | 30,88 %   | 5      |
| Raymond Grégoire | PCF                        | 662            | 18,15 %   | 2      |

### Guilherand-Granges

#### Résultats
- Premier tour

|                   | Liste                      | Nombre de voix | Résultats | Sièges |
| Henri-Jean Arnaud | Union de la droite RPR-UDF | 2 893          | 59,75 %   | 23     |
| Yves Jouvet       | Union de la gauche PS-PCF  | 1949           | 40,25 %   | 6      |

### Privas

#### Résultats
- Premier tour

|                   | Liste                      | Nombre de voix | Résultats | Sièges |
| Amédée Imbert     | Union de la droite UDF-RPR | 2 302          | 60,55 %   | 24     |
| Jean-Pierre Viale | Union de la gauche PS-PCF  | 1500           | 39,45 %   | 5      |

### Saint-Péray

#### Résultats
- Premier tour

|                    | Liste                      | Nombre de voix | Résultats | Sièges |
| Gérard Mallen      | Union de la droite UDF-RPR | 1 551          | 54,71 %   | 23     |
| Jean-Paul Lasbroas | DVG                        | 1284           | 45,29 %   | 6      |

### Le Teil

#### Résultats
- Premier tour

|                | Liste                     | Nombre de voix | Résultats | Sièges |
| Robert Chapuis | Union de la gauche PS-PCF | 2 560          | 65,39 %   | 24     |
| Germaine Roche | DVD                       | 1355           | 34,61 %   | 5      |

### Tournon-sur-Rhône

#### Résultats
- Premier tour

|                       | Liste                      | Nombre de voix | Résultats |            |
| Jean-Pierre Frachisse | Union de la droite UDF-RPR | 1584           | 36,80 %   | Ballottage |
| Louis Delas           | PS                         | 1351           | 31,39 %   | Ballottage |
| André Aubert          | DVD                        | 850            | 19,75 %   | Ballottage |
| Rodolphe Manéval      | PCF                        | 519            | 12,06 %   | Ballottage |

- Second tour

|                       | Liste                      | Nombre de voix | Résultats | Sièges |
| Jean-Pierre Frachisse | Union de la droite UDF-RPR | 2 218          | 51,01 %   | 22     |
| Louis Delas           | PS                         | 1679           | 38,61 %   | 6      |
| Rodolphe Maneval      | PCF                        | 451            | 10,37 %   | 1      |

### Vals-les-Bains

#### Résultats
- Premier tour

|                             | Liste                      | Nombre de voix | Résultats |            |
| Jean-Marie Alaize           | Union de la gauche PS-PCF  | 1057           | 41,87 %   | Ballottage |
| Jean-Paul Ribeyre           | Union de la droite UDF-RPR | 862            | 34,13 %   | Ballottage |
| Anne-Marie Bonhomme di Mayo | DVD                        | 605            | 24,00 %   | Ballottage |

- Second tour

|                             | Liste                      | Nombre de voix | Résultats | Sièges |
| Jean-Marie Alaize           | Union de la gauche PS-PCF  | 1 214          | 46,05 %   | 20     |
| Jean-Paul Ribeyre           | Union de la droite UDF-RPR | 920            | 34,90 %   | 5      |
| Anne-Marie Bonhomme di Mayo | DVD                        | 502            | 19,05 %   | 2      |

### Villeneuve-de-Berg

#### Résultats
- Premier tour

|               | Liste                     | Nombre de voix | Résultats | Sièges |
| Claude Déjean | DVD                       | 590            | 58,13 %   | 17     |
| Claude Pradal | Union de la gauche PCF-PS | 364            | 35,86 %   | 2      |
| Thierry Arsac | FN                        | 61             | 6,01 %    | 0      |